# Istituto nazionale di oceanografia e di geofisica sperimentale
L’Istituto nazionale di oceanografia e di geofisica sperimentale - OGS (in inglese National Institute of Oceanography and Applied Geophysics), comunemente noto con l'acronimo OGS, è un ente pubblico di ricerca scientifica vigilato dal Ministero dell'università e della ricerca che opera in ambito internazionale nel campo delle scienze della Terra e del mare.
L’OGS conduce in particolare ricerca finalizzata allo studio:
- dell’ambiente marino e della sua risposta alle variazioni indotte dai cambiamenti climatici;
- delle biodiversità e funzionalità degli ecosistemi marini;
- dei fenomeni di pericolosità geologica e della definizione dei rischi associati;
- dell’approccio allo sfruttamento sostenibile e sicuro delle risorse naturali biotiche, abiotiche ed energetiche.

## Storia
Le origini dell’OGS risalgono al 20 agosto 1753, quando, su richiesta dell'Imperatrice Maria Teresa d'Austria, i gesuiti istituirono la Scuola di Astronomia e di Navigazione per soddisfare le esigenze di sviluppo di Trieste dopo la dichiarazione di porto franco del 1719.
Da allora diventò Accademia imperiale di commercio e nautica (1817), poi Osservatorio meteorologico (1841), Osservatorio marittimo (1903), Istituto geofisico di Trieste (1921) e, quindi, Istituto talassografico di Trieste (1941).
Fu poi Osservatorio geofisico di Trieste nel 1949 e Osservatorio geofisico sperimentale di Trieste dal 1958 (per volontà del geofisico Carlo Morelli, che ne divenne anche il primo direttore fino al 1974), acquisendo l’assetto di ente pubblico di ricerca, quindi Osservatorio geofisico sperimentale dal 1989 fino al 1999, anno in cui ha ottenuto l’attuale denominazione di Istituto nazionale di oceanografia e di geofisica sperimentale - OGS.

## Settori di ricerca
L'attività di ricerca dell'OGS è rivolta alla ricerca di base e applicata nei seguenti settori: 
- oceanografia fisica, chimica, biologica e geologica;
- geofisica sperimentale e di esplorazione;
- sismologia e sismologia applicata all’ingegneria.

Le competenze dell’ente vengono applicate nel campo delle scienze della Terra, del mare e delle aree polari, per contribuire alla diffusione della conoscenza scientifica, all’innovazione tecnologica e alla risoluzione pratica di problematiche ambientali, economiche e sociali.

## Missioni
L’Istituto svolge la propria attività nell’ambito delle seguenti missioni di ricerca scientifica e innovazione: 
1. Comprendere Mari e Oceano per promuovere la salute degli ecosistemi e la sostenibilità, che include: funzionamento degli ecosistemi e biodiversità, osservazione e previsione, cambiamento climatico e acidificazione dell’oceano, inquinanti e plastica, sostenibilità degli ecosistemi ed economia blu;
2. Comprendere i Processi Geologici per guidare lo sviluppo sostenibile, che include: dinamiche della Terra ed evoluzione dei bacini, mappatura, modellazione e monitoraggio dei processi, georisorse sostenibili, sistemi idrici integrati, soluzioni a zero emissioni nette di carbonio;
3. Comprendere il Rischio di Disastri per creare comunità preparate e resilienti, che include: processi e meccanismi di pericolosità, previsione e scenari di rischio, multirischio integrato, valutazione dell'impatto e mitigazione del rischio, risposta rapida alle emergenze;
4. Esplorare le Aree Polari per comprendere il Pianeta e i suoi cambiamenti, che include: Terra solida e criosfera, monitoraggio dell’oceano polare, mappatura della litosfera subglaciale, paleoclima e cambiamento climatico, protezione degli ecosistemi polari;
5. Promuovere la Scienza Aperta per allargare la comunità di utenti dei dati scientifici, che include: dati reperibili, accessibili, interoperabili e riutilizzabili (FAIR); educazione ai rischi e alla cultura dell’oceano; calcolo ad alte prestazioni, intelligenza artificiale e digital twins; Scienza dei cittadini; diplomazia scientifica e ambientale.

## Organizzazione
L’Istituto è organizzato in quattro strutture di ricerca scientifica e tecnologica che a loro volta comprendono gruppi di competenza: 
Sezione di Oceanografia
- Oceanografia fisica
- Oceanografia chimica e biologica
- Dinamica degli ecosistemi e oceanografia computazionale

Sezione di Geofisica
- Geologia e geofisica marina
- Geofisica applicata e di esplorazione

Centro Ricerche Sismologiche
- Sismologia e geodesia
- Sismologia applicata all’ingegneria

Centro Gestione Infrastrutture Navali
- Gestione mezzi navali

## Sedi
Le sedi principali dell’OGS sono dislocate nei comuni di Sgonico (TS), Trieste e Udine.
L’OGS ha realizzato sedi operative distaccate su progetti specifici a Venezia, a Latera (VT), a Milazzo e a Panarea (ME).

## Infrastrutture di ricerca
L’OGS promuove e realizza le proprie attività di ricerca scientifica e tecnologica avvalendosi di navi da ricerca oceanografiche e di grandi infrastrutture di ricerca nei campi di competenza.
L’OGS è proprietario, dal 2019, della N/R rompighiaccio Laura Bassi, in grado di operare in regioni polari per gli obiettivi del Programma nazionale di ricerche in Antartide, nonché allo scopo di sostenere la ricerca italiana nelle aree polari.
La N/R Laura Bassi si raccorda, in continuità operativa con la N/R OGS Explora che, con le sue 11 campagne antartiche e 3 campagne artiche, è stata protagonista della scena scientifica polare italiana dal 1989.
L’OGS è coordinatore nazionale di tre infrastrutture europee (ESFRI):
- EURO-ARGO: componente europea del sistema mondiale ARGO di osservazione in situ di oceano, mari polari e mari marginali;
- ECCSEL: infrastruttura europea sulla cattura, l’utilizzazione e lo stoccaggio dell’anidride carbonica;
- PRACE: parternariato europeo per le applicazioni del calcolo ad alte prestazioni.

L’OGS partecipa inoltre a infrastrutture europee coordinate da altri enti pubblici di ricerca nel settore delle Scienze della Terra e del Mare (EUROFLEETS, EMSO, EPOS, LIFEWATCH, EMBRC, ICOS, ECORD, DANUBIUS).
L’OGS gestisce direttamente proprie infrastrutture, osservatori e laboratori tra i quali in particolare:
Infrastrutture oceanografiche
- piattaforma/osservatorio marino Golfo di Trieste
- osservatorio marino profondo Sud Adriatico
- osservatorio radar di Capo Granitola
- stazione glider di veicoli autonomi subacquei
- National Oceanographic Data Centre (NODC)
- Centro di Taratura e Metrologia Oceanografico (CTMO)
- Centro di taratura della Stazione Glider
- Centro di sviluppo tecnologico e supporto acquisizioni in campo (TEC)
- collezione di microorganismi marini tipici dei mari italiani (CoSMi)
- vasca navale
- laboratori di Chimica e Biologia marina (BioMarine Lab)
- laboratorio di calcolo ad alte prestazioni (HPC-TRES)

Infrastrutture geofisiche
- infrastruttura geofisica di esplorazione (GeoExp) per indagini sismiche onshore e offshore, morfobatimetriche, magnetometriche, geoelettriche, gravimetriche e georadar
- aereo da ricerca per attività di telerilevamento e di monitoraggio a terra e a mare (AiRS)
- sito sperimentale di geofisica di pozzo a Piana di Toppo (PITOP)
- centro di elaborazione dati sismici e morfobatimetrici e banca dati
- infrastrutture di distribuzione dati geofisici
- laboratorio Multi-Sensor Core Logger per l’analisi in continuo non distruttiva di carote di sedimento e rocce
- laboratorio SEISLAB per l'elaborazione e analisi di dati geofisici
- Laboratori per la geologia terrestre e marina

Infrastrutture sismologiche
- Sistema di Monitoraggio terrestre dell’Italia nord-orientale (SMINO) con compiti di sorveglianza e ricerca sull’attività sismica dell’Italia nord-orientale, anche a fini di Protezione Civile [7]
- Rete sismometrica Italo-Argentina in Antartide (ASAIN)
- Stazione sismologica Everest (EvK2-CNR)
- infrastrutture di distribuzione dati sismici e geodetici
- Centro di Taratura Sismologico
- reti sismiche temporanee e Mobile Lab
- reti di monitoraggio di attività industriali
- reti di monitoraggio geodetico di fenomeni franosi
- laboratorio di sviluppo sensoristica

## Altre attività
L’OGS è impegnato in programmi internazionali di alta formazione e diplomazia scientifica nei settori dell’economia blu sostenibile e della prevenzione dei rischi naturali, con particolare riferimento alle aree del Mediterraneo e del Mar Nero, dei Balcani e dell’Europa centrale, dell’Asia Centrale e delle due aree polari.
L’OGS pubblica la propria rivista scientifica internazionale Bulletin of Geophysics and Oceanography.
L’OGS conduce inoltre una vasta gamma di attività di Terza missione, volte a favorire la valorizzazione e il trasferimento dei risultati delle ricerche dal mondo scientifico a quello produttivo, agli amministratori, ai responsabili politici e ai cittadini, per contribuire allo sviluppo tecnologico, sociale ed economico del Paese.

## Presidenti
11 febbraio 1958 - 2 dicembre 1974: prof. Carlo Morelli
2 dicembre 1974 - 24 giugno 1977: dott. Franco Puppi (commissario governativo fino al 24 settembre 1976)
8 luglio 1977 - 19 febbraio 1983: prof. Antonio Brambati
29 luglio 1983 - 25 ottobre 1984: prof. Fabio Rocca
25 ottobre 1984 - 20 settembre 1995: prof. Cesare Roda
5 gennaio 1996 - 18 febbraio 1999: prof. Rinaldo Nicolich
29 dicembre 1999 - 9 agosto 2011: prof. Iginio Marson
10 agosto 2011 - 13 ottobre 2019: prof.ssa Maria Cristina Pedicchio
30 dicembre 2019 - in carica: prof. Nicola Casagli